# 로버트 크로헤시
로버트 클로헤시(Robert Clohessy, 1958년 6월 10일 ~ )는 미국의 영화 제작자, 배우이다.
브롱크스에서 태어났다.

## 출연 작품
- 아메리칸 브롤러 (2018년)
- 마이 아트 (2016년)
- 모스트 바이어런트 (2014년)
- 이민자 (2013년) - 이민 담당자 역
- 더 울프 오브 월 스트리트 (2013년) - 놀란 드라거(조단의 변호사) 역
- 더 나이트 네버 슬립스 (2012년)
- 맨 온 렛지 (2012년) - 교도관 역
- 마이 라스트 데이 위드아웃 유 (2011년) - 스컬리 역
- 타워 하이스트 (2011년) - 퍼레이드 경찰 역
- 인사이드 아웃 (2010년)
- 페이크 (2010년) - 패트릭 화이트 역
- 드로 (2008년)
- 매티 프레스노 앤 더 홀로플럭스 유니버스 (2007년)
- 어크로스 더 유니버스 (2007년) - 쥬드의 아빠 역
- 키드냅트 (2006년)
- 식스틴 블럭 (2006년)
- 사인 오브 더 크로스 (2005년)
- 인터프리터 (2005년)
- 스트립 서치 (2004년)
- 두 소녀 (1995년)
- 웨스트 포인트의 차별 (1994년)
- 외야의 천사들 (1994년)
- 데블린 (1992년)
- 살인의 그늘 (1992년)
- 페리 메이슨 - 페이틀 패션의 사건 (1991년)

### 텔레비전
- 블루 블러드 시즌2 (2011년) - 고멜리 역
- 레스큐 미 시즌1 (2004년)
- 법과 질서 - 뉴욕 특수수사대 (2001년)
- Law & Order : 성범죄전담반 1 (1999년)
- 오즈 (1997년)
- 시카고 메디컬 (1994년)
- 닥터슬론 (1993년)
- 빌리버스 (1987년)
- 법과 질서 (1990년)
- 보드워크 엠파이어 (2009년)
- 가딩 라이트 (1952년)